# OTO Melara
La OTO Melara è una società controllata da Leonardo attiva nel campo della difesa e fondata a La Spezia; la sede centrale è situata a Roma e sedi operative sono a La Spezia e Brescia, unita in un'unica divisione con la Whitehead Sistemi Subacquei di Livorno.
La nascita dell'azienda, dovuta alla necessità dell'Italia di ridurre la sua dipendenza nel campo della siderurgia dall'industria estera, portò nel 1905 alla fondazione della compagnia tramite una joint-venture tra la Vickers e le Acciaierie di Terni.

## Storia

Il monitore durante l'installazione dei cannoni da 381/40 presso l'arsenale di Venezia

Le operazioni di integrazione dell'attività siderurgica con quella cantieristica, nel settore dell'industria degli armamenti, erano state avviate nel 1904 portando alla costituzione della Vickers Terni Società Italiana di Artiglierie ed Armamenti, risultato di una partecipazione congiunta tra la Vickers di Londra e le Acciaierie di Terni per la costituzione di una fabbrica di artiglierie navali a La Spezia.
Nel 1905 nacque la nuova società. La sottoscrizione dei capitali fu effettuata dalla Terni, dalla Vickers, dai Cantiere Navale Fratelli Orlando, dai Cantieri navali Odero, e personalmente da Giuseppe Orlando e Attilio Odero in proprio. Fino ad allora, escludendo i Regi Arsenali, in Italia la produzione di artiglierie era assegnata ad un solo stabilimento privato, la ditta Armstrong di Pozzuoli.

### Vickers-Terni
La nuova compagnia denominata "Vickers Terni" impiantò un nuovo stabilimento a La Spezia, nella zona periferica di Melara, specializzato nella produzione di cannoni per artiglierie sia navali che terrestri. Dopo il completamento dell'impianto avvenuto nel 1908, la compagnia si aggiudicò significativi contratti per la fornitura di cannoni per le navi della Regia Marina in costruzione.
Durante la prima guerra mondiale negli stabilimenti della compagnia vennero costruite mitragliere da 40 mm, pezzi da 381 mm navali ed aerei da addestramento.
Nel successivo periodo post-bellico, l'azienda concentrò i suoi sforzi per convertire ad usi civili la sua produzione con la costruzione di motori a vapore e diesel, turbine, caldaie ed eliche per navi e materiale ferroviario.
Nel 1922 la "Vickers" decise di mettere fine alla joint venture con le "Acciaierie di Terni" che rimase l'unico proprietario della società.

### Odero-Terni-Orlando

Due torrette dotate di pezzi 120/50 Mod. 1926, appartenenti alla nave da battaglia

Nel 1927 lo stabilimento venne rilevato dalla società Ansaldo-San Giorgio controllata da Odero che lo rilevò dalle acciaierie di Terni e la nuova società assunse la denominazione "Odero-Terni".
Nel 1929 i Cantieri navali Odero di Genova inglobarono il Cantiere Orlando di Livorno e la Odero-Terni, per dare vita alla società "Odero-Terni-Orlando" nome abbreviato in OTO. Nello stabilimento di La Spezia venne anche impiantata una fonderia per aumentare ulteriormente il potenziale produttivo per la costruzione di cannoni fino a 100 tonnellate di peso.
Nel 1933 la OTO passa sotto il controllo dell'IRI, l'Istituto per la Ricostruzione Industriale. Intanto le tensioni politiche in Europa portarono ad un incremento della produzione militare, con la costruzione soprattutto di cannoni navali di grande calibro per le navi da battaglia e incrociatori pesanti e di medio calibro per gli incrociatori leggeri, mentre la crescente minaccia aerea portò allo sviluppo di un cannone da 76 mm per la difesa delle unità di superficie e cannoni da 100 mm e 120 mm per i sommergibili.

### OTO Melara
Al termine della seconda guerra mondiale, nei primi anni del dopoguerra la produzione dell'azienda venne convertita sulla realizzazione di prodotti civili come trattori, macchine tessili, carrelli elevatori, ingranaggi e cambi completi per Alfa Romeo. Il 19 aprile 1951 la società assume la denominazione Società Meccanica della Melara con sede a Roma e nel 1953 la denominazione "OTO Melara", dal nome del quartiere spezzino di Melara su cui sorge l'impianto.
Dopo l'entrata dell'Italia nella NATO, la società riprese la produzione nel settore della difesa e nella seconda metà degli anni cinquanta la produzione del cannone navale 76/62 mm MMI, per le navi della Marina Militare Italiana. Nei primi anni sessanta apportò sostanziali modifiche al 76/62 MMI progettando e sviluppando il nuovo cannone alleggerito (Compatto)  che sarebbe diventato uno dei più grandi successi nella storia della produzione OTO Melara. L'azienda all'epoca era gestita dal presidente Gustavo Stefanini assistito da Sergio Ricci, Arcangelo Ferrari, Alberto Conforti e Piero Borachia, membri del gruppo che fu poi soprannominato "I ragazzi del 76", ovvero coloro che seppero difendere il prodotto di punta dell'azienda, dalla concorrenza statunitense, preservando la realtà industriale della ditta e del suo indotto locale. Nel settore navale ha progettato anche il cannone 127/54 che insieme con il Compatto (76/62) sono stati venduti alle Marine più importanti e prestigiose di tutto il Mondo come Stati Uniti, Israele, Giappone, Germania, Gran Bretagna, Corea del Sud, Thailandia, Venezuela ecc. ecc.. Successivamente la società è entrata pesantemente anche nel settore delle armi terrestri revisionando e/o producendo, sotto licenza statunitense il VTT M113, il carro armato M47 Patton e M60 Patton, su licenza tedesca il carro armato da combattimento Leopard 1 e il semovente d'artiglieria PzH 2000; in coproduzione con Vickers e Rheinmetall il pezzo campale da 155 mm FH-70.
Successivamente ha progettato e realizzato importanti carri armati pesanti come il Palmaria, il Dardo, il Centauro, OF-40 ed altri leggeri, alcuni dei quali in dotazione all'Esercito Italiano. Ha progettato e realizzato anche vari tipi di missili e lanciamissili terrestri e navali; da sola o in collaborazione con altre società nazionali ed internazionali. Il 1º luglio 1975 la società passa dall'IRI all'EFIM. Nel 1994 in seguito alla liquidazione dell'EFIM e alla fusione con Breda Meccanica Bresciana, diventa Otobreda, divisione di Alenia Difesa. Nel 1985 Oto Melara è entrata a far parte di un consorzio paritetico con la Società Iveco, che ha costituito l'attuale CIO (Società Consortile Iveco-Oto Melara a.r.l.) 
Nel 1989, poco prima della caduta del muro di Berlino, la sede di La Spezia si trovò al centro di un'operazione di controspionaggio nell'ambito della guerra fredda: alcune spie del patto di Varsavia, infatti, cercarono di carpire i segreti della OTO Melara e di un’azienda triestina che collaborava al progetto di un sistema di comunicazioni della NATO (il sistema CATRIN). Furono emessi mandati di cattura contro cinque persone, tra cui due presunti agenti del KGB e uno dell’intelligence bulgara, ma i tre stranieri e un ex carabiniere disertato a Sofia riuscirono a sottrarsi agli arresti.
Negli anni Novanta ha collaborato con la Valsella Meccanotecnica, azienda produttrice di mine antiuomo.

### In Leonardo
Dal 2001 l'azienda ha assunto nuovamente la denominazione Oto Melara S.p.A. ed è entrata a far parte del Gruppo Finmeccanica. La sede di La Spezia ha 1.190 dipendenti e quella di Brescia 100 (in calo rispetto agli 800 dipendenti in servizio negli anni ottanta), per un fatturato complessivo di circa 433 milioni di euro (bilancio 2011).
Confluita nel gennaio 2016 nella Divisione Sistemi di Difesa nel progetto one company del Gruppo Leonardo, era parte della Divisione Sistemi di Difesa, nell'ambito del settore Elettronica, Difesa e Sistemi di Sicurezza di Leonardo.
Da dicembre 2018 è parte con la ex WASS della ridenominata Divisione Electronics, a diretto riporto dell'amministratore delegato.
Con "OTO Melara" ci si riferisce spesso quindi alla divisione "Elettronica per la difesa e sicurezza" di Leonardo, in cui sono confluite anche altre realtà.
Dal 15 ottobre 2024 la divisione Elettronica per la difesa e sicurezza è al centro della nuova joint venture LRMV per la produzione della nuova generazione del carro armato e del nuovo veicolo da combattimento per la fanteria per l'Esercito Italiano che verranno prodotti proprio negli stabilimenti ex OTO Melara di La Spezia, città dove ha anche sede operativa la stessa joint venture.
Al 2024 la Business AreaSistemi Difesa ha all'attivo 69 famiglie brevettuale che corrispondono a 600 licenze depositate in 39 Paesi. Il sito della Spezia conta 1.190 addetti.

## Prodotti

### Armi

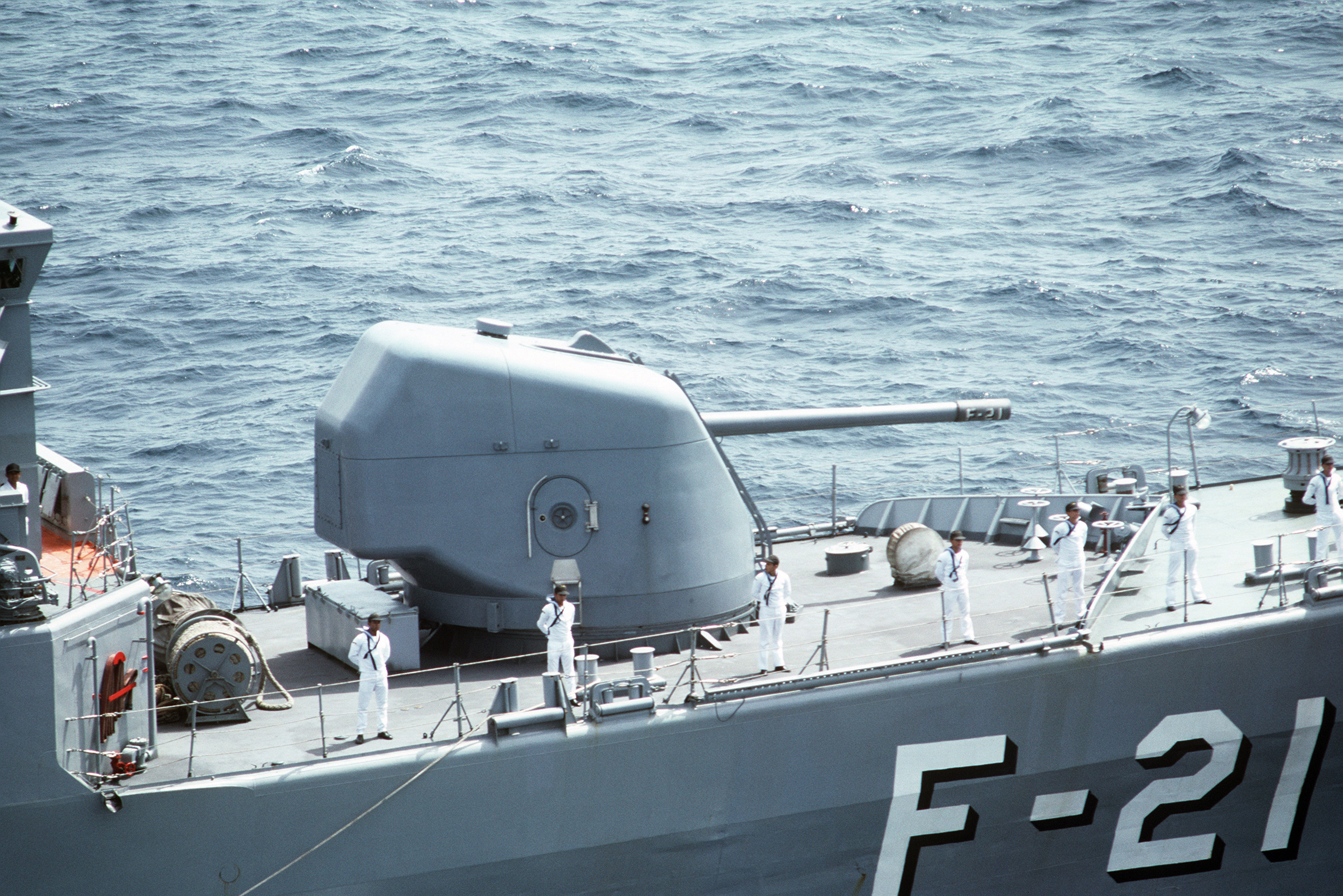
Otobreda 127/54

Il prodotto di maggior successo dell'azienda è il cannone navale da 76/62 mm venduto nelle varie versioni a 54 Marine Militari del mondo.
Di produzione dell'azienda sono da menzionare:
- Cannone navale 127/64 mm
- Cannoni navali di piccolo calibro da 12,7 LIONFISH[16][17]; 25; 30 mm e 40 mm
- Oto Marlin 40 [18][19][20][21]
- Breda Dardo
- Torri Hitfact 105/120 mm, Hitfist 25/30 mm, Hitrole 7,62/12,7 mm per veicoli blindati
- Munizionamento guidato DART e Vulcano
- Torretta da elicottero TM 197B
- Pintle Mount
- Kit di Guida Laser per bombe aeree su licenza U.S.A.

La Società è attiva anche nel campo della robotica ed ha sviluppato una serie di veicoli telecomandati tra cui il TRP2 FOB, impiegato dal 2013 in Afghanistan.

### Veicoli militari

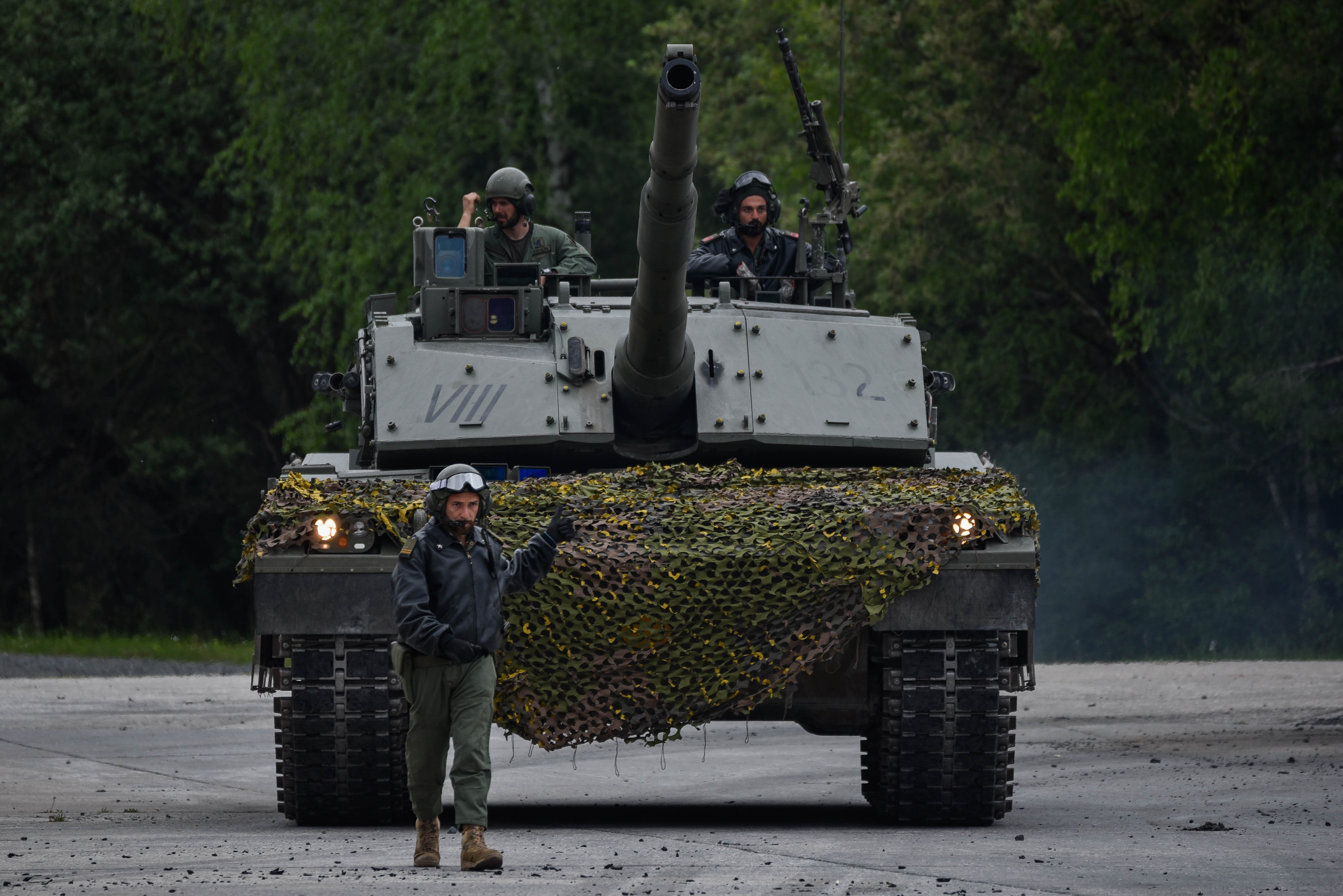
Ariete

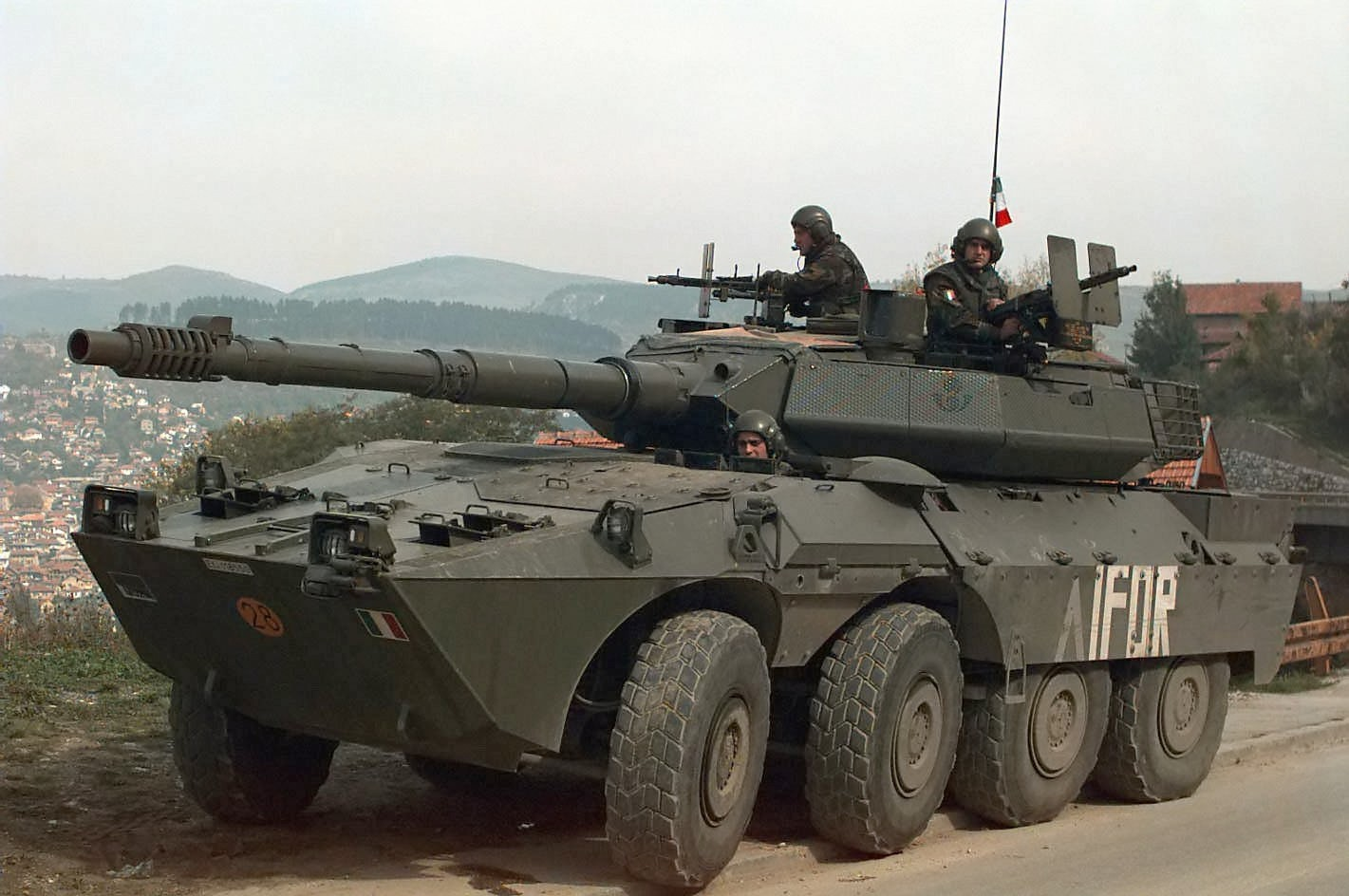
Blindo Centauro del 19º Reggimento "Cavalleggeri Guide", Bosnia ed Erzegovina, 1996.

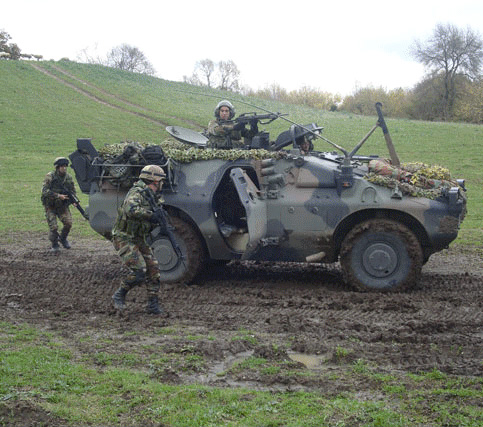
Puma

In ambito CIO, la Oto Melara ha progettato, sviluppato e prodotto in collaborazione con Iveco:
- Ariete - Carro armato di seconda generazione post-bellica[non chiaro]
- Dardo - Veicolo trasporto truppe cingolato
- PzH 2000 - Obice semovente su licenza Kraus Maffei Wegmann
- Centauro - Famiglia di veicoli blindati 8X8
- Freccia - Veicolo trasporto truppe ruotato
- Puma 6x6 e Puma 4x4-Veicoli leggeri

### Trattori

#### Storia
Nel 1949, terminata la seconda guerra mondiale, la ditta intraprende la strada della costruzione di trattori e vede la luce il primo modello denominato R3. Per l'epoca, e anche per i nostri tempi, si tratta di un progetto incredibilmente innovativo, che adotta soluzioni mai pensate per un trattore; si cerca infatti una macchina maneggevole, di semplice manutenzione e durata.
Il mezzo è sprovvisto di differenziale, ha 3 ruote e prevede frizioni di sterzo per la guida. Monta un motore monocilindrico diesel orizzontale a iniezione diretta, raffreddato ad aria e erogante 17 cv a 1300 giri. Il comando della frizione è collocato a destra, i pedali dei freni a sinistra e l'acceleratore (solo manuale) è dietro al volante.

#### La serie 18
La serie 18 segue il modello R3, ed offre tre versioni:
1. tre ruote: C18R3
2. quattro ruote, con le anteriori gemellate al centro: C182R3
3. quattro ruote disposte tradizionalmente: C18R4

Non vi sono però grandi modifiche rispetto al modello precedente.

#### C25
Nel 1953 nasce il modello C25, il trattore Oto più venduto; oltre alle configurazioni già disponibili con la serie 18, vengono introdotti i cingoli, che possono essere sostituiti alle ruote in qualsiasi momento da parte del proprietario, un allestimento "industriale" e un modello ribassato detto Primosole, ribassato per l'utilizzo in vigneti e frutteti, disponibile a cingoli o a ruote. Vengono introdotti come optional il sollevatore idraulico, azionato dalla presa di forza, e l'avviamento elettrico.

#### C40
Sempre nel 1953 viene prodotto il modello più potente, l'Oto C40. Monta un motore bicilindrico, con cilindrata 3700 cm cubici, in grado di erogare 40 cavalli. I pistoni sono disposti a V di 90°, con la particolarità che le due bielle agiscono sulla stessa bronzina dell'albero motore; infatti essa lavora sia esternamente che internamente. Questo trattore è equipaggiato con l'avviatore ad inerzia, un dispositivo che consente, tramite una manovella, di mettere in movimento un pesante volano; quando avrà raggiunto sufficiente velocità si estrae la manovella e un meccanismo trasmette il moto del volano al motore, fornendo energia per l'avviamento. Viene anche prodotto un trattore denominato C45, sostanzialmente invariato.

#### C20 e C30
Tra il 1957 e il 1962 l'azienda mette sul mercato i modelli C20 e C30, assieme a qualche serie 18; non avranno molto successo, e rimarranno poco più che prototipi.
Nel 1962 l'azienda termina la produzione di mezzi agricoli per continuare con la produzione di armi e artiglieria.

#### Particolarità
I trattori Oto Melara sono dotati di impianto elettrico a 6 V, con dinamo "Scintilla" o "GS"; inoltre le valvole non sono lubrificate con l'olio motore, ma necessitano di ingrassaggio mediante ingrassatori esagonali. Condurre uno di questi trattori non è del tutto semplice, oltre a sterzare è indispensabile frenare dalla stessa parte, tenendo conto della disposizione anomala dei pedali.

#### Trattori prodotti
- Oto R3 (1950)
- Oto 2R3 - Oto 2R3 Vigneron (1951)
- Oto R4 (1951)
- Oto Serie C18 (1954)
- Oto Serie C25 (1953-57)
- Oto Serie C40 (1954)
- Oto C45 (1956-60)
- Oto Serie 20 (1954)
- Oto Serie 30 (1959-62)

#### Veicoli blindati leggeri
- OTO Melara R2.5 Gorgona